# Ark van Noach (schip, 2006)

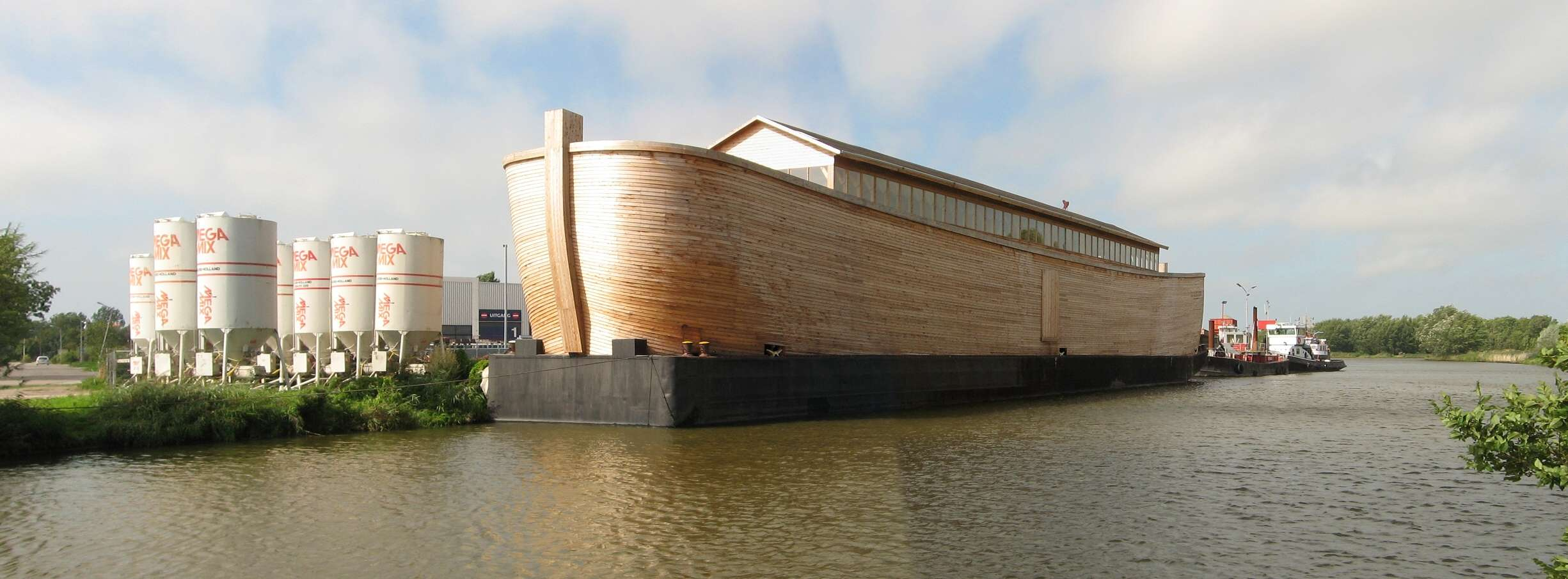
De ark in de haven van Schagen

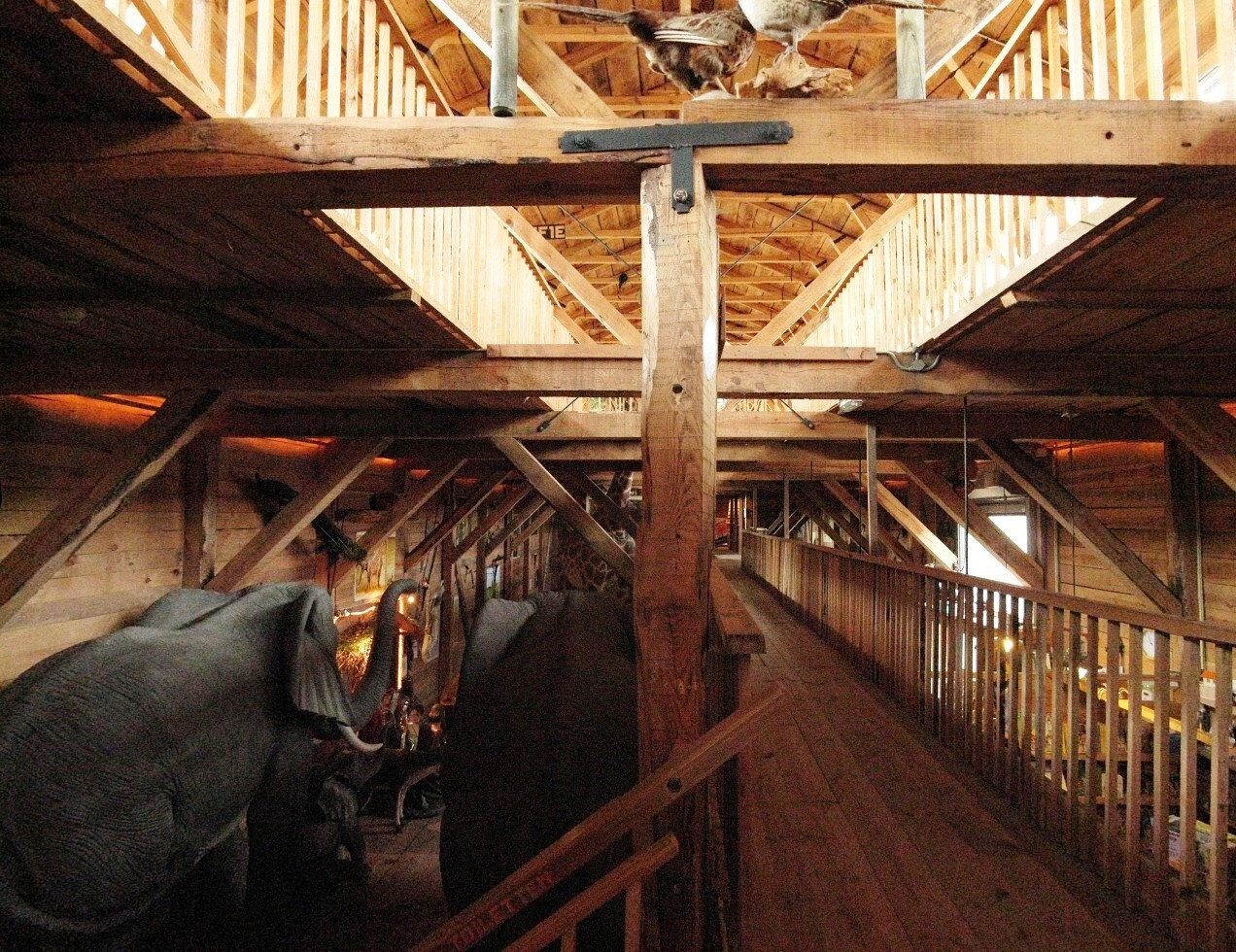
Interieur van de kleine ark

De Ark van Noach (ook wel bekend als de kleine Ark van Johan) is een houten reconstructie van de gelijknamige Bijbelse ark, gebouwd door de Nederlandse aannemer en timmerman Johan Huibers.
De ark is 70 meter lang, 9,5 meter breed en 13 meter hoog. Hij is gebouwd op een stalen duwbak en kan door sleepboten versleept worden over de binnenwateren. De bouw kostte Huibers een miljoen euro en twee jaar werk. In 2007 opende hij de deuren voor het publiek, in de haven van Schagen. Huibers richtte de ark, die bedoeld was als bezienswaardigheid en evangelisatiemiddel, in met polyester replica's van wilde dieren zoals giraffen, olifanten en leeuwen, en met exposities over de Bijbelse zondvloed en het creationisme. Na enkele maanden werd het anker gelicht voor een tournee door Nederland. De ark legde aan in 21 steden en trok in drie jaar tijd 600.000 bezoekers.

## VerhalenArk
In 2010 is de ark verkocht aan televisiemaker en theatermaker Aad Peters, die de ark heeft veranderd in een cultureel, Bijbels entertainmentschip, de VerhalenArk.

## Afmeting en afwerking
Volgens de Bijbel was de Ark van Noach 300 el lang, 50 el breed en 30 el hoog. Uitgaande van een el van 45 cm is dat 135 bij 22 bij 13 meter. De kleine ark is dus half zo lang als het Bijbelse voorbeeld, maar even hoog. Huibers heeft de afmetingen van de kleine ark afgestemd op varen in Nederland: de breedte past net in de sluis van Harderwijk, de hoogte net onder de Hollandse en Stichtse Brug, en de lengte net in de sluis van Den Helder. Het schip heeft drie dekken, net als in de Bijbel. Huibers heeft voor de kleine ark 1200 bomen tot spanten en planken verzaagd. De buitenkant is van grenen dat weerbestendig is, maar dat door zon en regen wel vergrijst. De buitenkant is, anders dan in het Bijbelverhaal, niet bestreken met pek. 

## Ongevallen
Ondanks de stevige stalen duwbak is de kleine ark niet onzinkbaar. In de winter van 2010 botste hij tijdens de tocht van Harderwijk naar Meppel op ijsschotsen en sloeg lek. In juni 2016 vond er een botsing plaats tussen een schip van de Noorse kustwacht en de ark, toen deze op een drijvend platform in de haven van Oslo lag. Hierbij werd aan stuurboordzijde een gat van zeker tien meter geslagen.
Door de storm van 3 januari 2018 raakte de ark in de haven van Urk op drift, waarbij enkele jachten en een steiger vernield werden.

## Grote ark
Als vervolg op deze 'kleine' ark werd door Huibers de 'grote' Ark van Noach gebouwd.